# سنگ چشمه دو
سنگ چشمه دو، روستایی در دهستان امیرآباد بخش صوغان شهرستان ارزوئیه در استان کرمان ایران است.

## جمعیت
بر پایه سرشماری عمومی نفوس و مسکن در سال ۱۳۹۵، جمعیت این روستا برابر با ۸۱ نفر (۲۴ خانوار) بوده‌است.